# Odontologia em saúde coletiva
Odontologia em Saúde Coletiva é uma especialização do curso de odontologia.
A saúde bucal coletiva é a forma mais complexa de estudo do adoecimento de uma determinada comunidade integralizando a saúde estudando seus determinantes.
O profissional que se especializa em saúde bucal coletiva, obtém maiores conhecimentos sobre como promover, prevenir, tratar e reabilitar uma comunidade alvo de uma determinada doença. 

## No Brasil
O curso de odontologia em saúde coletiva pode variar segundo as instituições de ensino porém é obrigatório ter uma carga horária equivalente para ser regularizado pelo Conselho Federal de Odontologia.
Dentre as disciplinas estudadas, estão cariologia, políticas públicas de saúde, sociologia, antropologia, estatistica, epidemiologia, bioetica, promoção e prevenção em saúde bucal.
Muitas instituições oferecem o curso de odontologia no Brasil. Esse curso tem duração de cinco anos.
A especialização tem uma duração muito variada, podendo ser de 1 à 3 anos. 